# FK Sileks Kratovo
FK Sileks Kratovo je severomakedonský fotbalový klub z města Kratovo. Třikrát vyhrál severomakedonskou ligu (1996, 1997, 1998), dvakrát získal severomakedonský fotbalový pohár (1994, 1997).

## Kompletní výsledky v evropských pohárech
| Sezóna  | Soutěž | Kolo        |           | Soupeř                   | Skóre    |
| ------- | ------ | ----------- | --------- | ------------------------ | -------- |
| 1995/96 | PVP    | Předkolo    | Maďarsko  | Vác FC Samsung           | 1-1, 3-1 |
|         |        | 1. kolo     | Německo   | Borussia Mönchengladbach | 0-3, 2-3 |
| 1996/97 | UEFA   | 1. předkolo | Island    | ÍA Akranes               | 0-2, 1-0 |
| 1997/98 | LM     | 1. předkolo | Izrael    | Beitar Jeruzalém FC      | 1-0, 0-3 |
| 1998/99 | LM     | 1. předkolo | Belgie    | Club Brugge              | 0-0, 1-2 |
| 1999/00 | UEFA   | Předkolo    | Ukrajina  | FK Šachtar Doněck        | 1-3, 2-1 |
| 2004/05 | UEFA   | 1. předkolo | Slovinsko | NK Maribor               | 0-1, 1-1 |